# Taisuke Akiyoshi
Taisuke Akiyoshi (秋吉 泰佑 Akiyoshi Taisuke?, nacido el 18 de abril de 1989 en Kumamoto) es un futbolista japonés que se desempeña como centrocampista.

## Trayectoria

### Clubes
| Club                     | País                 | Año         |
| ------------------------ | -------------------- | ----------- |
| Albirex Niigata Singapur | Singapur             | 2008 - 2009 |
| Singapore Armed Forces   | Singapur             | 2010 - 2011 |
| PFC Slavia Sofia         | Bulgaria             | 2012 - 2013 |
| NK Zvijezda Gradačac     | Bosnia y Herzegovina | 2013 - 2014 |
| SK Sturm Graz            | Austria              | 2014 - 2015 |
| Ventforet Kofu           | Japón                | 2015        |
| Fagiano Okayama          | Japón                | 2016        |
| ReinMeer Aomori          | Japón                | 2017        |
| Vanraure Hachinohe       | Japón                | 2018 -      |

## Estadística de carrera

### J. League
| Club            | Año   | J. League | J. League | Copa J. League | Copa J. League | Total | Total |
| Club            | Año   | Part.     | Goles     | Part.          | Goles          | Part. | Goles |
| --------------- | ----- | --------- | --------- | -------------- | -------------- | ----- | ----- |
| Ventforet Kofu  | 2015  | 0         | 0         | 0              | 0              | 0     | 0     |
| Fagiano Okayama | 2016  | 1         | 0         | -              | -              | 1     | 0     |
| Total           | Total | 1         | 0         | 0              | 0              | 1     | 0     |